# Timothy Irving Frederick Findley
Timothy Irving Frederick Findley (Toronto, 30 ottobre 1930 – Brignoles, 21 giugno 2002) è stato uno scrittore e sceneggiatore canadese.
Egli è conosciuto anche con il soprannome di Tiff, acronimo delle sue iniziali. Fu membro dell'Ordine del Canada e dell'Ordine dell'Ontario.

## Biografia
Nato a Toronto, nello stato dell'Ontario, Findley crebbe nel quartiere altolocato di Rosedale, frequentando il College di Sant'Andrea. Seguì una carriera artistica, studiando danza e recitazione, riuscendo ad avere un significativo successo come attore prima di iniziare a scrivere. Nel 1950 fece parte dell'originale compagnia Stratford Festival, recitando accanto ad Alec Guinness e apparse nella prima produzione di Thornton Wilder, "The Matchmaker", al Festival di Edimburgo. Inoltre, nel 1952, recitò nella parte di Peter Pupkin nel adattamento della CBC di "Sunshine Sketches of a Little Town" di Stephen Leacock ed ebbe un piccolo ruolo nel film "John Cabot: A Man of the Renaissance".
Findley si sposò molto presto con l'attrice Janet Reid ma il matrimonio fu conseguentemente annullato. Nel 1951 incontrò lo scrittore William Whitehead, che rimase compagno di Findley per il resto della sua vita. Negli anni '70, inoltre, Findley e Whitehead collaborarono su alcuni documentari.
I primi due romanzi, The last of the Crazy People (1967) e The Butterfly Plague (1969), furono originariamente pubblicati in Inghilterra e negli Stati Uniti dopo che furono rifiutate dagli editori canadesi. Il terzo romanzo di Findley, The Wars, fu pubblicato nel 1977 con grande acclamazione e vinse il premio del Governatore Generale per la narrativa e nel 1981 fu adattato a film.
Thimothy Findley ricevette un premio del Governatore Generale, il premio dell'Associazione Autori Canadesi, un ACTRA, l'Ordine dell'Ontario, il premio Trillium dell'Ontario e, nel 1985, fu nominato ufficiale del Ordine del Canada. Egli fu membro e capo dell'Unione degli Scrittori del Canada e presidente del Capitolo canadese del PEN International.
I suoi scritti, tipici del genere Gotico del Sud dell'Ontario, furono pesantemenre influenzati dalla psicologia di Carl Gustav Jung: malattie mentali e sessualità saranno temi ricorrenti nelle sue opere. I suoi personaggi spesso portano oscuri segreti personali e sono spesso in conflitto, qualche volta fino alla psicosi, con queste difficoltà.
Findley e Whitehead risiedettero presso Stone Orchard, una fattoria vicino Cannington, nell'Ontario, e nel sud della Francia. Findley fu onorato dal governo francese, che lo dichiarò "Chevalier de l'ordre des arts et des lettres" (Cavaliere dell'ordine delle arti e delle lettere).
Findley fu inoltre l'autore di alcuni drammi per la televisione e il teatro. Elizabeth Rex, l'opera di maggiore successo, fu premiata al Stratford Festival del Canada per le rassegne e vinse un premio del Governatore Generale. Shadows, rappresentato nel 2001, fu il suo ultimo lavoro completo. Findley fu inoltre un attivo mentore per alcuni giovani scrittori canadesi, inclusi Marnie Woodrow ed Elizabeth Ruth.
Negli anni finali della sua vita, una salute cagionevole portò lui a spostare la sua residenza a Toronto, e Ston Orchard fu acquistato dal ballerino statunitense Rex Harrington.
Nel 2002 fu inserito nella Walk of Fame del Canada.
Findley morì il 21 giugno 2002 a Brignoles, in Francia, non lontano dalla sua casa in Cotignac.